# Pantă

Panta:

În matematică, panta unei drepte este o valoare numerică ce descrie direcția și înclinația unei drepte. Din punct de vedere geometric, panta reprezintă tangenta unghiului făcut de dreaptă cu orizontala (într-un sistem de coordonate cartezian, axa Ox.  Panta se notează de obicei cu litera m.
Panta se calculează după formula: 
{\displaystyle m={\frac {y_{2}-y_{1}}{x_{2}-x_{1}}}},
unde Y și X sunt coordonatele celor două puncte.
O dreaptă este ori crescătoare, descrescătoare, orizontală sau verticală.
- - O dreaptă este crescătoare dacă panta este pozitivă, adică {\displaystyle m>0}.
  - O dreaptă este descrescătoare dacă panta este negativă, adică {\displaystyle m<0}.
  - Dacă o dreaptă este orizontală, atunci panta este 0.
  - Dacă o dreaptă este verticală, atunci panta este nedefinită.